# The Fly (pel·lícula de 1958)
The Fly) és una pel·lícula de ciència-ficció i terror estatunidenca de 1958, dirigida per Kurt Neumann. Va ser protagonitzada per David Hedison, Patricia Owens i Vincent Price. El guió va estar a càrrec de James Clavell, qui es va basar en una història curta de George Langelaan.
En 1959 es va estrenar la seqüela, amb el títol Return of the Fly, que va ser seguida per una tercera part en 1965, Curse of the Fly, i en 1986 es va fer una nova versió titulada La mosca, dirigida per David Cronenberg i protagonitzada per Jeff Goldblum i Geena Davis.

## Trama
A Mont-real, Quebec el científic Andre Delambre (David Hedison) és trobat mort, amb el seu cap i braç esquerre aixafats per una premsa hidràulica. Encara que la seva esposa Helene (Patricia Owens) confessa haver comès el crim, es nega a dir els motius que la van portar a fer-ho, i presenta una estranya obsessió amb les mosques, particularment amb una de cap blanc. El germà d'Andre, Francois (Vincent Price), menteix i li diu que va atrapar a la mosca, davant la qual cosa Helene narra les circumstàncies que envolten la mort del seu marit.
En un flashback, Andre està treballant en una màquina que teletransporta matèria, la qual funciona desintegrant l'objecte i transportant els seus àtoms a la velocitat de la llum fins a una cambra receptora. Al començament experimenta amb objectes inanimats, però després utilitza éssers vius, com el gat de la casa i una cobai. Helene, que està preocupada de l'hermetisme del seu marit, baixa al laboratori per a veure com està. No obstant això, ho troba amb el cap cobert per una tela negra i amb una de les seves mans deformada. Andre, qui només es pot comunicar a través de notes escrites, li explica a Helene que en intentar teletransportar-se a si mateix, una mosca va entrar al desintegrador al costat d'ell, la qual cosa va provocar que els seus àtoms es barregessin. És per això que han de trobar la mosca per a posar-los novament en la màquina i tornar al seu estat original.
Després de diversos intents fallits per atrapar la mosca, aquesta escapa al jardí. Helene li diu a Andre l'ocorregut i el seu marit li lliura una nota en la qual li explica que ha de destruir totes les evidències de l'experiment, fins i tot a ell mateix, a causa del perillós de l'assumpte. Helene es refusa a fer-ho i li proposa a Andre intentar novament teletransportar-se, sense la mosca, per a veure si torna a la normalitat. No obstant això, no funciona, i Helene veu finalment el cap del seu marit, la qual és similar a la d'una mosca gegant. En veure això, la dona es desmaia, i Andre comença a destruir el laboratori i crema les seves anotacions. Tement que la ment de la mosca controli completament el seu cervell, Andre convenç a la seva esposa de posar fi a la seva vida utilitzant una premsa hidràulica. En arribar a la fàbrica, el científic configura la màquina i li demana a Helene que pressioni el botó que baixarà la premsa.
Després d'escoltar la història, Charas (Herbert Marshall), l'inspector encarregat del cas, declara a Helene dement i decideix culpar-la per l'assassinat de Andre. Mentre els infermers arriben a la casa per a emportar-se a la dona, Phillipe, el fill del matrimoni, li diu a Francois que va veure a la mosca de cap blanc atrapat en una teranyina al jardí. Francois convenç a l'inspector d'anar al jardí amb el nen, i troben a la mosca, que té el cap i uns dels braços de Andre, a punt de ser menjada per una aranya. Abans que això succeeixi, l'inspector trenca la teranyina i aixafa a l'aràcnid i a l'insecte amb una pedra. Convençut de la veracitat de la història, i dubtant que altres persones el creguessin, l'inspector decideix mentir sobre els fets del cas, deixant així en llibertat a Helene sota l'argument que Andre es va suïcidar i que la seva dona, commocionada, només va perdre temporalment el judici per això. Des de llavors Francois cuida de Helene i del seu fill, que vol ser com el seu pare.

## Reparto
- David Hedison - Andre Delambre
- Patricia Owens - Helene Delambre
- Vincent Price - François Delambre
- Herbert Marshall - Inspector Charas
- Kathleen Freeman - Emma
- Betty Lou Gerson - Infermera
- Charles Herbert - Philippe Delambre

## Producció

### Desenvolupament
El productor i director Kurt Neumann va descobrir la història curta de George Langelaan a la revista Playboy. El va mostrar a Robert L. Lippert, cap de l'estudi subsidiari de sèrie B de 20th Century Fox, Regal Pictures. La pel·lícula l'havia de fer el conjunt de Lippert, però es va estrenar com a pel·lícula "oficial" de Fox, no sota la bandera menys prestigiosa de Regal.
Lippert va contractar James Clavell per adaptar la història de Langelaan a partir d'un guió de ciència-ficció anterior a RKO, que mai s'havia produït. Es va convertir en el primer guió filmat de Clavell. Tal com va recordar Harry Spalding, el guió va ser "el millor primer esborrany que vaig veure mai, necessitava molt poca feina".
L'adaptació es va mantenir en gran manera fidel al conte de Langelaan, a part de traslladar el seu escenari de França al Canadà, i crear un final més feliç eliminant un suïcidi.

### Càsting
Lippert va intentar contractar Michael Rennie i Rick Jason en el paper d'André Delambre, abans d'acordar-se amb David Hedison, desconegut aleshores, (que es presenta com "Al Hedison" a la pantalla). El vestit de "mosca" de Hedison presentava un cap de mosca de 9 kilos, sobre el qual va dir: "Intentar actuar-hi era com intentar tocar el piano amb guants de boxa posats". Hedison mai va estar content amb el maquillatge, però el maquillador Ben Nye es va mantenir molt positiu sobre el seu treball, i va escriure anys més tard que, malgrat haver fet moltes pel·lícules posteriors de ciència-ficció, "Mai vaig fer res tan sofisticat o original com The Fly".
Anys més tard, Vincent Price va recordar que el repartiment va trobar una mica de lleugeresa durant el rodatge. "Estàvem jugant aquest tipus d'escena filosòfica, i cada cop aquella veu petita [de la mosca] deia 'Ajuda'm! Ajuda'm'!' esclatavem a riure. Va ser terrible. Vam trigar unes 20 preses a aconseguir-ho finalment."

### Filmació
Les fonts varien pel que fa al pressupost, amb una font que el dona 350.000 dòlars, altres a $325,000, i alters l'augmenten a $495,000. El rodatge va durar un total de 18 dies. Lippert va dir que el pressupost era de $480,000. Els efectes fotogràfics van ser gestionats per L. B. Abbott, amb maquillatge de Ben Nye.
Va ser fotografiat al CinemaScope de marca registrada de 20th Century Fox amb color per Deluxe. Es va construir un conjunt de laboratori de 28.000 dòlars amb equipament de l'excedent de l'exèrcit.

## Recepció
La pel·lícula va ser un èxit comercial, va recaptar 3 milions de dòlars a la taquilla nacional amb un pressupost inferior a 500.000 dòlars, i es va convertir en un dels èxits més grans de l'any per als estudis Fox. Va guanyar 1,7 milions de dòlars en entrades de cinema. Liippert va afirmar que va guanyar 4 milions de dòlars.
L'èxit financer de la pel·lícula va tenir l'efecte secundari d'impulsar el coprotagonista Vincent Price (la filmografia anterior del qual només presentava incursions disperses al cinema de gènere) en una gran estrella de terror. El mateix Price va ser positiu sobre la pel·lícula, i va dir, dècades més tard, "Vaig pensar que THE FLY era una pel·lícula meravellosa: entretinguda i molt divertida".
La pel·lícula també va obtenir una bona resposta per part de la crítica cinematogràfica. En el lloc web Rotten Tomatoes posseeix un 94% de comentaris "frescos", basat en un total de 34 crítiques. Howard Thompson de The New York Times es va referir a ella com "una pel·lícula tranquil·la, ordenada i fins i tot sense pretensions, que augmenta la tensió gairebé insuportable a través del simple suggeriment". La revista Variety, per part seva, va destacar el suspens i "credibilitat inusual" de la cinta.
Considerada un dels clàssics del cinema de ciència-ficció dels anys 1950, el periòdic The New York Times la va incloure entre les 1.000 millors pel·lícules de la història.